# Dichromadora microdonta
Dichromadora microdonta är en rundmaskart som beskrevs av Hans August Kreis 1929. Dichromadora microdonta ingår i släktet Dichromadora och familjen Chromadoridae. Inga underarter finns listade i Catalogue of Life.